# Tipula cineracea
Tipula cineracea är en tvåvingeart som beskrevs av Daniel William Coquillett 1900. Tipula cineracea ingår i släktet Tipula och familjen storharkrankar. Inga underarter finns listade i Catalogue of Life.